# Open Firmware
Open Firmware (znany też jako OpenBoot) – niezależny sprzętowo firmware (oprogramowanie, które ładuje i wspomaga system operacyjny) opracowany przez Sun Microsystems.
Jest używany w opartych na mikroprocesorze PowerPC komputerach Apple Macintosh, serwerach i stacjach roboczych Sun Microsystems opartych na mikroprocesorach zgodnych z architekturą SPARC, systemach IBM opartych na procesorach zgodnych z mikroarchitekturą IBM POWER oraz w systemach komputerowych Pegasos. Open Firmware wykonuje podobne zadania jak BIOS w komputerach klasy PC.